# Скобби, Тэм
То́мас (N'v) Ско́бби (англ. Thomas "Tam" Scobbie; род. 31 марта 1988, Фолкерк, Центральный регион) — шотландский футболист, левый защитник. Выступал за молодёжную сборную Шотландии.

## Ранние годы
Тэм родился 31 марта 1988 года в шотландском городе Фолкерк. Детство будущий футболист провёл в деревне Весткуотер, расположенной в его родной области, там же получил начальное образование. Затем вместе с семьёй вернулся в Фолкерк, где начал обучаться в средней школе «Грэм» (англ. Graeme High School). В это же время Скобби начал серьёзно увлекаться футболом, успешно совмещая учёбу и выступления за команду «Гранжмаус Бойз Клаб» (англ. Grangemouth Boys Club). Однако на четвёртом году обучения Тэм бросил школу, чтобы всецело посвятить себя английской игре.

## Клубная карьера

### «Фалкирк»
Футбольное образование Скобби получил в Академии клуба «Фалкирк».
1 июля 2006 года Тэм подписал с «детьми» свой первый профессиональный контракт. Уже 29 июля Скобби дебютировал в первом составе «Фалкирка» в матче чемпионата Шотландии, в котором его команда переиграла «Данди Юнайтед» со счётом 2:1. 28 апреля 2007 года Тэм забил свой первый гол в профессиональной карьере, поразив ворота «Мотеруэлла». Всего в дебютном сезоне 2006/07 Скобби провёл 23 игры, завоевав прочное место в основном составе «Фалкирка».
22 февраля 2009 года Тэм подписал с «детьми» новое, 5-летнее соглашение о сотрудничестве.
В том же году «Фалкирку» удалось отличное выступление в Кубке Шотландии — команда Скобби, поочерёдно победив «Куин оф зе Саут», «Харт оф Мидлотиан», «Инвернесс Каледониан Тисл» и «Данфермлин Атлетик» (Тэм забил один из голов в этом поединке), вышла в финал турнира. В решающем матче соревнования, состоявшемся 30 мая, «дети» при равной игре уступили с минимальным счётом 0:1 глазговскому клубу «Рейнджерс». Единственный гол в поединке забил испанский нападающий «джерс» Начо Ново.
23 марта 2010 года Тэм, отыграв в матче «Фалкирк» — «Сент-Джонстон», провёл сотый официальный матч в составе «детей». По итогам сезона 2009/10 клуб Скобби покинул высший дивизион Шотландии. В прессе сразу же появились сообщения об интересе в услугах талантливого защитника со стороны различных британских клубов, которые однако так и остались слухами без конкретных предложений.
В футбольном году 2011/12 Тэм с «Фалкирком» стал обладателем Кубка вызова, в финальном поединке розыгрыша которого «дети» победили «Гамильтон Академикал» с минимальным счётом 1:0.

### «Сент-Джонстон»
4 апреля 2012 года Скобби заявил, что, несмотря на истекающий в конце сезона контракт с клубом, не будет подписывать новое соглашение о сотрудничестве. 25 мая на правах свободного агента Тэм пополнил ряды команды «Сент-Джонстон». Контракт футболиста рассчитывал 2-годичное пребывание в рядах «святых». 18 августа состоялся дебют Скобби в составе «Сент-Джонстона» — в тот день команда Тэма состязалась с «Абердином».

### Клубная статистика
| Клуб                     | Сезон                    | Чемпионат | Чемпионат | Кубок | Кубок | Кубок Лиги | Кубок Лиги | Кубок Вызова | Кубок Вызова | Еврокубки | Еврокубки | Итого | Итого |
| Клуб                     | Сезон                    | Игры      | Голы      | Игры  | Голы  | Игры       | Голы       | Игры         | Голы         | Игры      | Голы      | Игры  | Голы  |
| ------------------------ | ------------------------ | --------- | --------- | ----- | ----- | ---------- | ---------- | ------------ | ------------ | --------- | --------- | ----- | ----- |
| Фалкирк                  | 2006/07                  | 21        | 1         | —     | —     | 2          | 0          | —            | —            | —         | —         | 23    | 1     |
| Фалкирк                  | 2007/08                  | 33        | 1         | 1     | 0     | 1          | 0          | —            | —            | —         | —         | 35    | 1     |
| Фалкирк                  | 2008/09                  | 20        | 1         | 4     | 1     | 3          | 0          | —            | —            | —         | —         | 27    | 2     |
| Фалкирк                  | 2009/10                  | 20        | 0         | —     | —     | 1          | 0          | —            | —            | —         | —         | 21    | 0     |
| Фалкирк                  | 2010/11                  | 32        | 1         | 1     | 0     | 2          | 0          | 1            | 0            | —         | —         | 36    | 1     |
| Фалкирк                  | 2011/12                  | 30        | 1         | 2     | 0     | 4          | 0          | 4            | 0            | —         | —         | 40    | 1     |
| Всего за «Фалкирк»       | Всего за «Фалкирк»       | 156       | 5         | 8     | 1     | 13         | 0          | 5            | 0            | 0         | 0         | 182   | 6     |
| Сент-Джонстон            | 2012/13                  | 13        | 0         | 2     | 0     | 1          | 0          | —            | —            | —         | —         | 16    | 0     |
| Всего за «Сент-Джонстон» | Всего за «Сент-Джонстон» | 13        | 0         | 2     | 0     | 1          | 0          | 0            | 0            | 0         | 0         | 16    | 0     |
| Всего за карьеру         | Всего за карьеру         | 169       | 5         | 10    | 1     | 14         | 0          | 5            | 0            | 0         | 0         | 198   | 6     |

(откорректировано по состоянию на 5 апреля 2013)

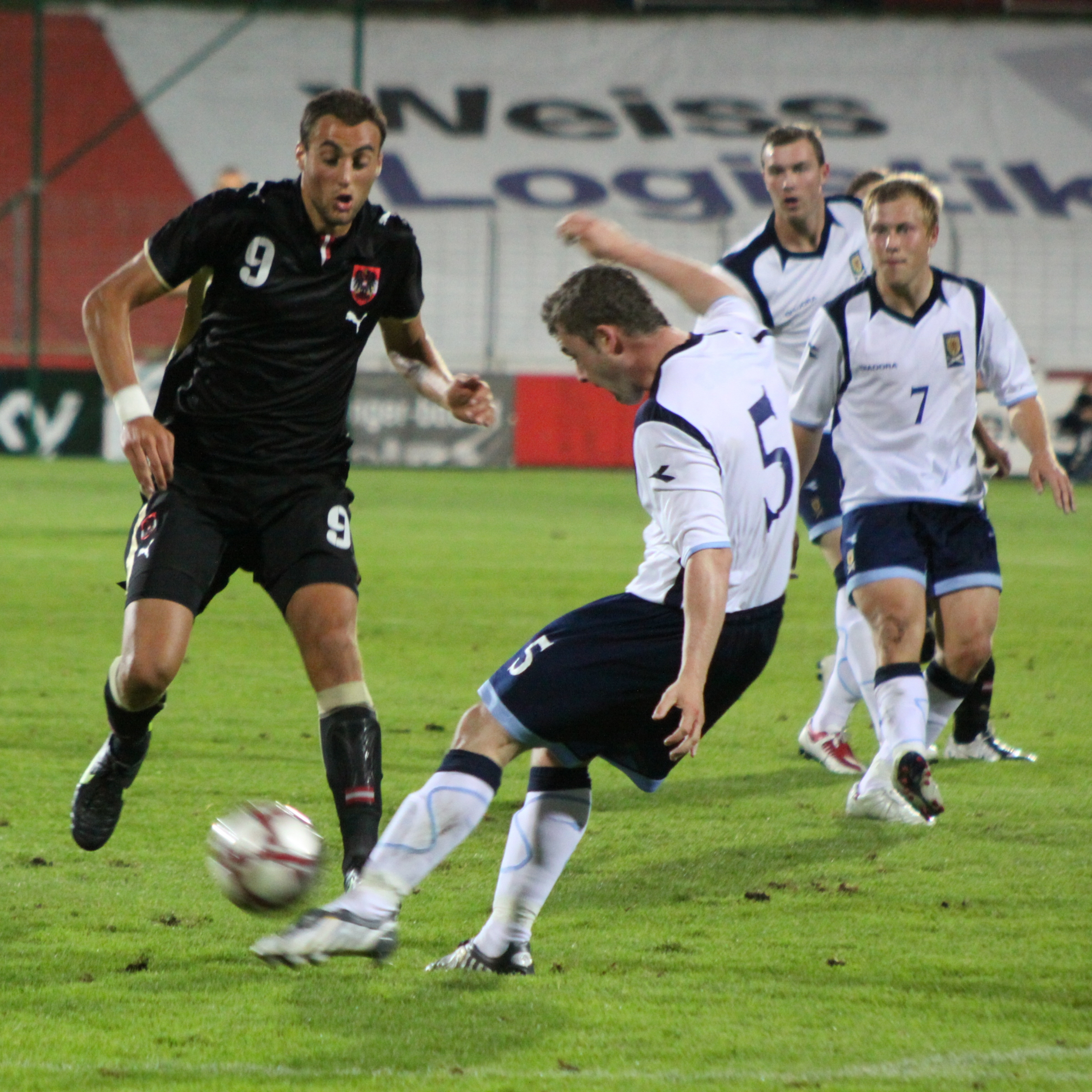
Тэм Скобби (в центре) в матче молодёжной сборной Шотландии. Крайний справа — Скотт Эрфилд, второй справа — Кевин Макдональд.

## Сборная Шотландии
С 2007 по 2010 год Тэм призывался под знамёна молодёжной сборной Шотландии, в составе которой провёл двенадцать игр.

## Достижения
«Фалкирк»
- Финалист Кубка Шотландии: 2008/09
- Обладатель Кубка вызова: 2011/12

«Сент-Джонсон»
- Обладатель Кубка Шотландии: 2013/14